# Leptobrachium kantonishikawai
Espèce
Leptobrachium kantonishikawai est une espèce d'amphibiens de la famille des Megophryidae.

## Répartition
Cette espèce est endémique du Sarawak en Malaisie orientale.

## Étymologie
Cette espèce est nommée en l'honneur de Kanto Nishikawa.

## Publication originale
- Hamidy & Matsui, 2014 : A new species of Leptobrachium from the Kelabut highland, northwestern Borneo (Anura, Megophryidae). Current Herpetology, Kyoto, vol. 33, p. 57–67.